# Dhanbad
Dhanbad (hindi धनबाद, beng. ধানবাদ) – miasto w Indiach, w Dźharkhandzie. W 2011 roku liczyło 1 161 561 mieszkańców.